# UHNK Skakava 98 Gornja Skakava
Udruženje - Hrvatski nogometni klub "Skakava 98" (UHNK Skakava 98; Skakava 98) je nogometni klub iz naselja Skakava Gornja, Distrikt Brčko, Bosna i Hercegovina. 

## O klubu
Klub je djelovao pod nazivima NK "Skakava 98" i HNK "Skakava 98". S prekidima se do sezone 2016./17. natjecao u 1. ŽNL Posavina" i "2. ŽNL Posavina", te se poslije ligaški ne natječe.  

## Unutrašnje poveznice
- Skakava Gornja

## Vanjske poveznice
- posavinasport.com, Skakava 98 (G. Skakava)  Arhivirana inačica izvorne stranice od 22. rujna 2019. (Wayback Machine)
- hdzbrckodistrikt.org, Upriličena manifestacija  „Noć Skakavčana“ u Gornjoj Skakavi  Arhivirana inačica izvorne stranice od 22. rujna 2019. (Wayback Machine),objavljeno 7. kolovoza 2015., pristupljeno 22. rujna 2019.